# لالة
لالة أو للّا هي كلمة ولقب باللغة العربية تعني "السيدة"، يُعطى في بلدان المغرب العربي للنساء اللاتي ينتمين إلى عائلات كبيرة أو لهن مكانة مهمة. يمكن أيضًا استخدام اللقب أحيانًا دليلًا على الاحترام.
جرت العادة على أن يُنسب هذا اللقب إلى النساء اللاتي من نسل آل البيت، كما يُعتمد حاليا من قبل أميرات القصور الملكية في المغرب، وكذلك في تونس قبل إلغاء النظام الملكي. اعتمادًا على السياق، يمكننا مقارنة لقب "لالة" بلقب "مولاي" أو "سيدي" للذكور.

## أصل النطق
كما هو معروف، فاللهجاععمنت المغاربية  تتميز بعدة خصائص أبرزها إدغام الهمزة وسط الكلمات، و هذا الأمر يوجد أيضا في عدة لهجات بالمشرق. مثلا بالمشرق يقال (جاء لامر = جاء الأمر) و (أنا ونتا = أنا و أنت)، (جا عندي= جاء عندي)، (تاخذ هذا ؟ = هل تأخذ هذا؟).
و على نفس الغرار نجد في اللهجات المغاربية مثلا: لامارة َ= الأمارة، لاربعا = الأربعاء، جيت عندو= جئت عنده، ناكل= أنا آكل، راس= رأس، وذن=أذن، رف بحالي = إرأف بحالي، ...إلخ.
و في هذا السياق، فكلمة لالة هي النطق الأصلي ل الآلة، و مثال جد واضح على ذلك يقال مثلا في التراث المغربي (يا لالة مينة = يا الآلة أمينة، يا السيدة أمينة).

## التأصيل
أصل لالة من الآلة، و هي مؤنث كلمة الآل و آل، و تعني الحاكم و السيد و يقال آل شخص على حاكم أي صار سيدا و واليا عليهم. و من جذور نفس هذا اللفظ توجد كلمة إيالة و تعني إمارة أو منطقة حكم. 
ظهرت هذه الكلمة في بادئ الأمر مع دخول القبائل العربية شمال افريقيا، حيث أن هذه الكلمة لم تكن مستعملة في اللهجات الأمازيغية المحلية قبل الإسلام و لا يوجد لها ذكر في تلك الآونة. فيقال اليوم لالة سلمى (زوجة الملك محمد السادس) و لالة فاطمة كلفظ احترام للنساء.

## نظرة عامة

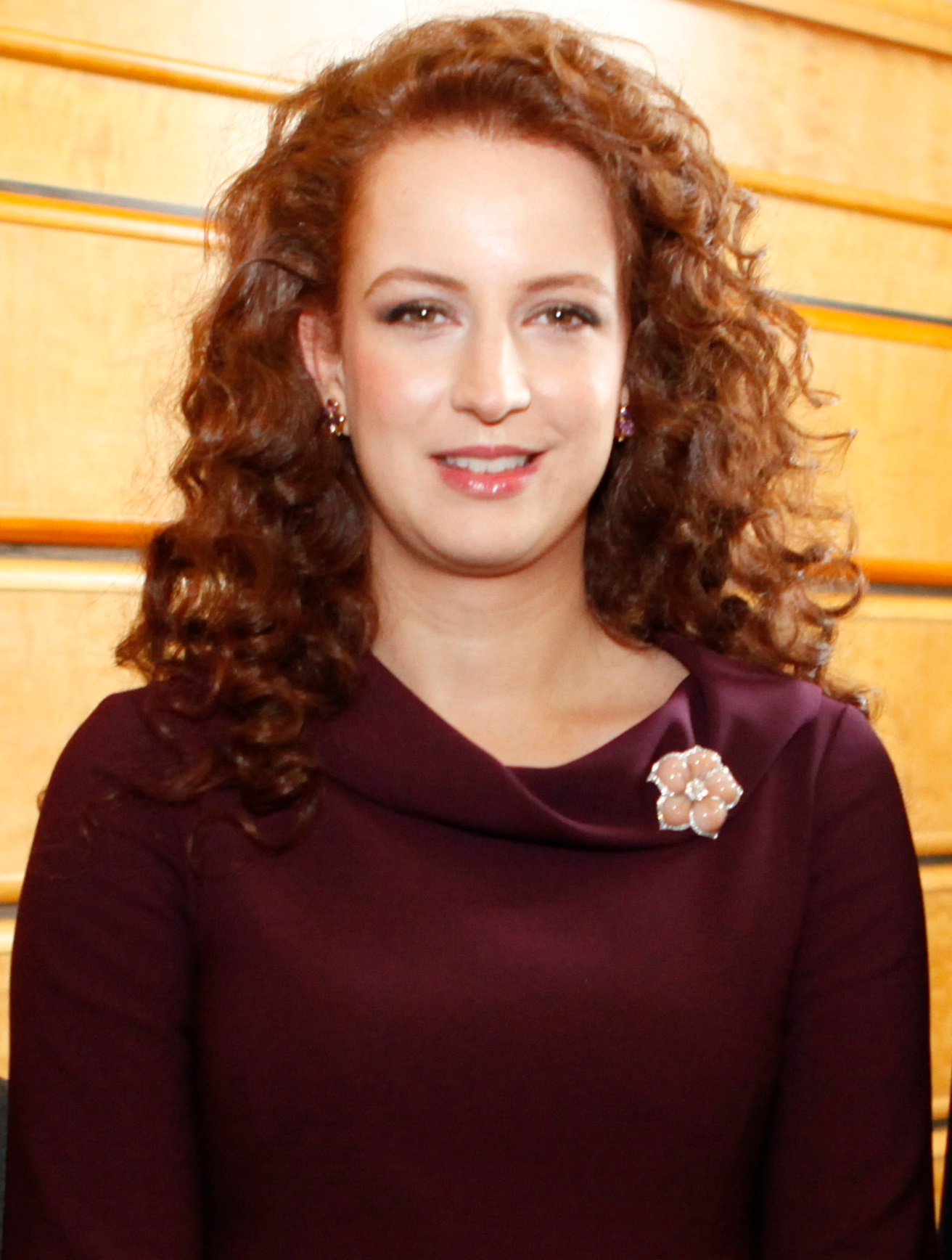
صورة للّا سلمى أميرة المغرب

يُستخدم اللقب الشرفي للّا في جميع دول المغرب العربي، وهي المغرب وتونس والجزائر وموريتانيا وليبيا، للإشارة بأدب أو ذكر أي امرأة. في المغرب، إذا كانت المرأة المحترمة أو البالغة معروفة للشخص، فسوف يتحدث إليها باستخدام اللقب للّا قبل استخدام اسمها الشخصي أو اسم عائلتها. في موريتانيا، يُستخدم للّا في كثير من الأحيان بمفرده اسمًا معطى للنساء. يُستخدم أحيانًا مع اسم آخر لتشكيل اسم مركب، كأسماء للّا عائشة وللّا مريم.

## استخدام لقب للّا
كان اللقب للّا دائمًا قياسيًا في استخدام العديد من العائلات المالكة في المغرب وتونس له لقبًا لكل أميرة وزوجة الملك. يُستخدم أيضًا لقب شرفي ثابت بالتزامن مع اسم المرأة الشخصي علامةً تميز تُعطى للنساء من العائلات المالكة أو النبيلة بين شعوب المغرب العربي. في العديد من أسماء الأماكن والأضرحة في المغرب العربى، يُفهَم اللقب للّا أيضًا على أنه “قديسة نسائية”.
فى اللغة البربرية اليومية، يُمكِن أن تعنى كلمة للّا في بعض المناطق “أخت كبرى”، “ابن عم نسائي كبرى”، “عَمَّة”، “حَمَاتِى”، إلى غير ذلك. تحتوى الكلمة على تشكيلات لهجية مثل رالا و رادجا، ولكن شكل للّا هو الأكثر شِيُوعًا. تُشتق كلمة للّا من اسم ألالو (بالإنجليزية: Alallu) بالبربرية والذى يعنى “كِرَامَة”، ومن فِعْلى “lullet” بالبربرية والذى يعنى “أَنْ تَكُوْنَ حُرًّا” أو “أَنْ تَكُوْنَ نَبِيلًا”. كلمة “tilelli” بالبربرية التى تعني حُرِّية مُتصِلا بِذات المجال المعجَمِي.
للّا هو لقب احترام يُستخدم لابنة تحمل نفس اسم والدتها أو جدتها.
الإصدارات الذكورية من اللقب للّا في المغرب هي: مولاي، سيدي (من أصل عربي)؛ و “ماس”، “دادا”، “دادا” (من أصل بربري). يُقال العنوانان “مولاي” و “سيدي” للأمراء والزعماء والقديسين أو أي رجل محترم في المجتمع أو العائلة.

## شخصيات استخدمت لقب للّا

### المشاهير والأميرات[6][8][9][10][11]
- للا شيلة، زوجة سلطان مرينيد وأباسين من أصل أبو الحسن وضريحها يقع في شيلة، المغرب.
- لالة زليخة عدي، مقاتلة المقاومة الجزائرية، عاملة المخابرات، وشهيدة حرب التحرير الجزائرية.
- للا تراكي (18…-1919)، ابنة ملك تونس محمد الهادي باي وزوجة محمد المنصف باي.

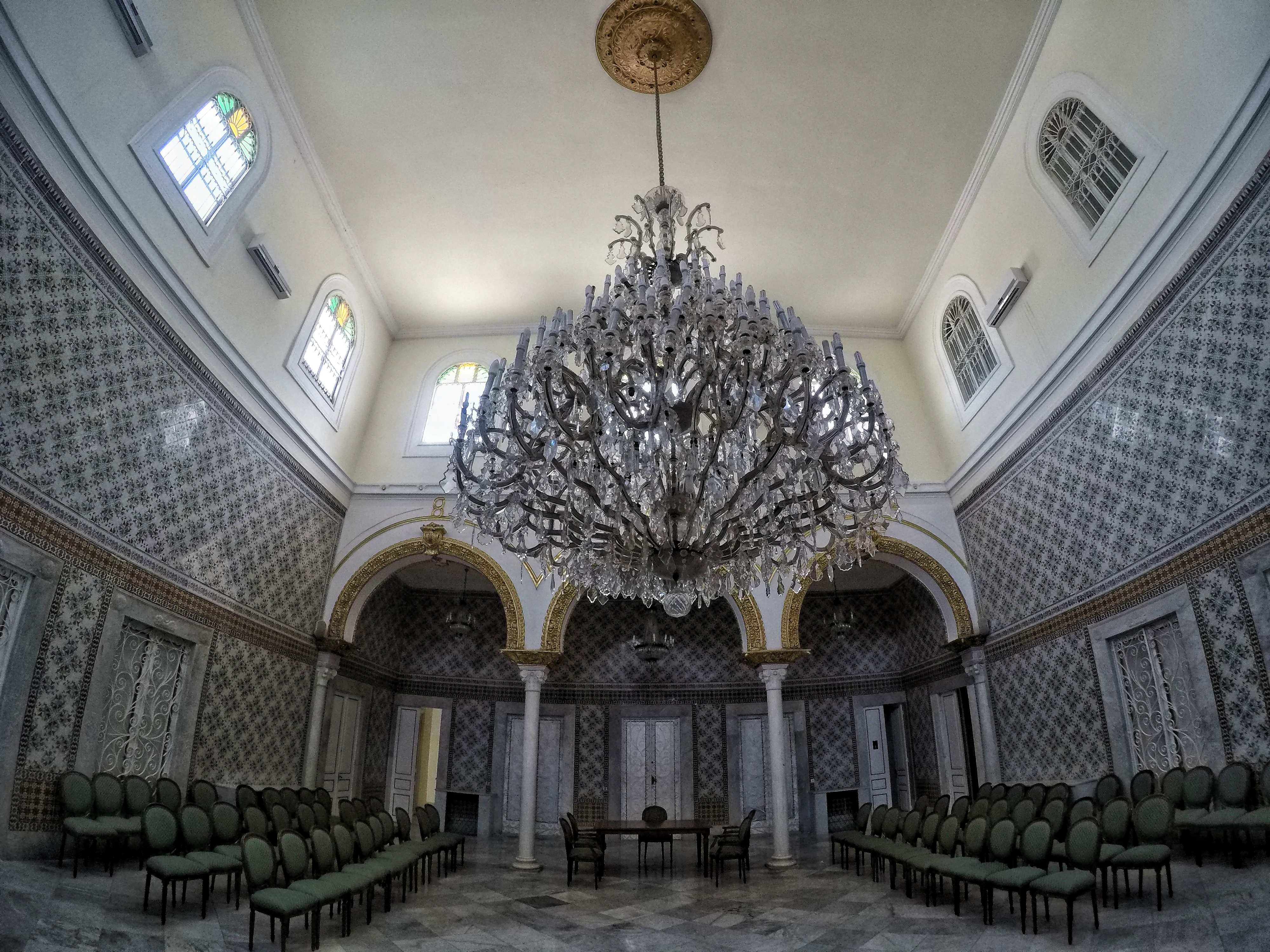
قصر السعادة بتونس، بناه الملك محمد الناصر لزوجته للاّ قمر سنة 1915.

- للاّ قمر (1862-1942) ، ملكة تونس خلال ثلاث فترات، بعد أن تزوجت تباعًا من محمد الصادق باي وعلي باي الثالث ومحمد الناصر بن محمد باي.[13]
- للّا جنينة (1887-1960)، زوجة محمد الثامن الأمين، آخر ملوك تونس.
- للّا عائشة (1906-1994)، الابنة الكبرى لمحمد الثامن الأمين، آخر ملوك تونس.
- للّا عبلة (1909-1992)، زوجة ملك المغرب محمد الخامس ووالدة الملك الحسن الثاني.
- للّا زكية (1921-1998)، ابنة محمد الثامن الأمين، آخر ملوك تونس.
- للّا ليليا (1929-2021)، ابنة محمد الثامن الأمين، آخر ملوك تونس.
- للّا عائشة (1931-2011)، شقيقة ملك المغرب الحسن الثاني، وابنة الملك محمد الخامس.
- للّا مليكة (1933-2021)، شقيقة ملك المغرب الحسن الثاني، وابنة الملك محمد الخامس.
- للّا لطيفة (1945-2024)، أرملة ملك المغرب الحسن الثاني، ووالدة الملك محمد السادس.
- للّا نزهة (1940-1977)، شقيقة ملك المغرب الحسن الثاني، وابنة الملك محمد الخامس.
- للّا أمينة (1954-2012)، شقيقة ملك المغرب الحسن الثاني، وابنة الملك محمد الخامس.
- للّا مريم (1962-)، الابنة الكبرى لملك المغرب الحسن الثاني وشقيقة الملك محمد السادس.
- للّا أسماء (1965-)، ابنة ملك المغرب الحسن الثاني وشقيقة الملك محمد السادس.
- للّا حسناء (1967-)، ابنة ملك المغرب الحسن الثاني وشقيقة الملك محمد السادس.
- للّا سلمى (1978-)، زوجة ملك المغرب محمد السادس.
- للّا خديجة (2007-)، ابنة ملك المغرب محمد السادس.

### الوليات الصالحات[14][15][16][17][18][19][20]
- للّا خليدية، تُعرف أيضًا باسم يما خليدية، شاعرة وولية صالحة من بالجزائر.
- للّا مغنية، ولية صالحة أعطت اسمها لمدينة مغنية في الجزائر.
- لالة ميمونة، ولية صالحة يحتفل بها اليهود المغرب العربي وتعرف في جميع أنحاء المغرب العربي، خاصة في المغرب ووالجزائر. تحمل مدينة لالا ميمونة التي تقع في مقاطعة القنيطرة في المغرب . تحتفل العائلات اليهودية في تلمسان بالجزائر بـميمونة تحيةً.
- للّا منوبية، ولية صالحة من أشهر نساء تونس، تميّزت بتصوفها وأعمالها الخيرية
- للّا عزيزة، ولية صالحة يحتفي بها أمازيغ شيشاوة في جبال الأطلس.
- للّا رحمة يوسف، ولية صالحة من ماسه، في منطقة سوس في المغرب.
- للّا منَّة (18…-1939) أو آمنة بن حمودة، من الوليات الصالحات التونسيات.

### المقابر والأضرحة[6][21][22][23][24][25]

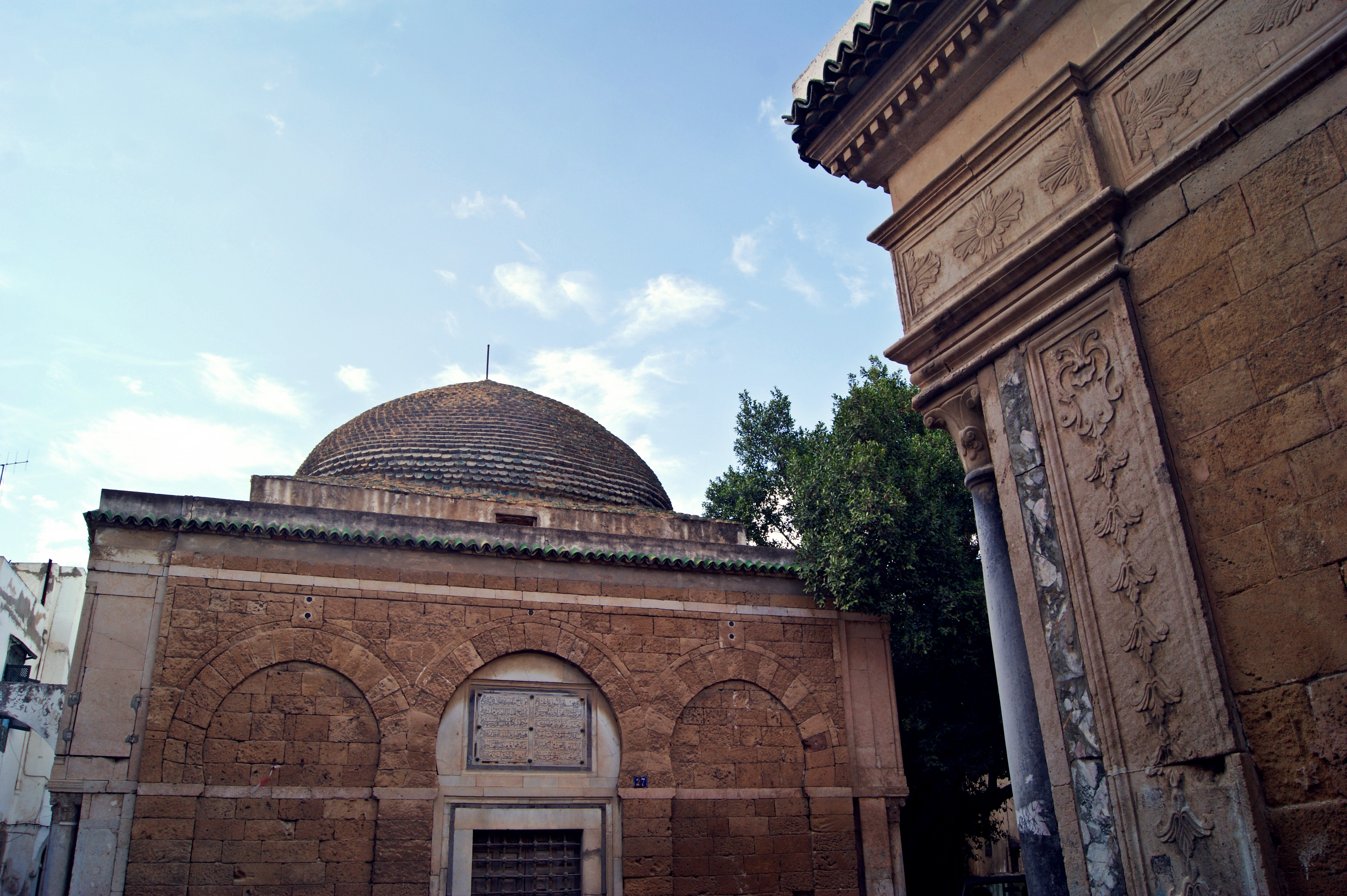
ضريح للاّ منّانة في تونس.

- للّا عزيزة، يقع في إقليم شيشاوة، المغرب.
- ضريح للّا منّانة، تونس.
- ضريح للّا يمنة، يقع في بجاية، الجزائر.
- ضريح للّا منوبية، يقع في سيدي علي القرجاني، تونس.

### أخرى[6][26][27]
- مسجد للّا عبلة في طنجة، المغرب.
- متحف للّا حضرية، في جربة، تونس.
- معاهدة للّا مغنية.
- مسجد للّا سعيدة.